# Ticoglossum
Ticoglossum é um género botânico pertencente à família das orquídeas (Orchidaceae).

## Espécies
1. Ticoglossum krameri (Rchb.f.) Halb. (1983)
2. Ticoglossum oerstedii (Rchb.f.) Halb. (1983) - espécie tipo